# فوئنتس د روبیلس
فوئنتس د روبیلس (به اسپانیایی: Fuentes de Rubielos) یک شهرستان در اسپانیا است که در استان تروئل واقع شده‌است.

## خصوصیات
فوئنتس د روبیلس ۳۹ کیلومترمربع مساحت و ۱۱۹ نفر جمعیت دارد.